# Thomisus
Thomisus is een geslacht van spinnen uit de  familie van de Thomisidae (krabspinnen).

## Soorten
- Thomisus albens O. P.-Cambridge, 1885
- Thomisus albertianus Strand, 1913
  - Thomisus albertianus guineensis Millot, 1942
  - Thomisus albertianus maculatus Comellini, 1959
  - Thomisus albertianus verrucosus Comellini, 1957
- Thomisus albohirtus Simon, 1884
- Thomisus amadelphus Simon, 1909
- Thomisus andamanensis Tikader, 1980
- Thomisus angulatulus Roewer, 1951
- Thomisus angustifrons Lucas, 1858
- Thomisus arabicus Simon, 1882
- Thomisus armillatus (Thorell, 1891)
- Thomisus ashishi Gajbe, 2005
- Thomisus australis Comellini, 1957
- Thomisus baghdeoi Gajbe, 2004
- Thomisus bargi Gajbe, 2004
- Thomisus beautifularis Basu, 1965
- Thomisus benoiti Comellini, 1959
- Thomisus bicolor Walckenaer, 1837
- Thomisus bidentatus Kulczynski, 1901
- Thomisus bigibbosus Keyserling, 1881
- Thomisus blandus Karsch, 1880
- Thomisus boesenbergi Lenz, 1891
- Thomisus bonnieri Simon, 1902
- Thomisus bueanus Strand, 1916
- Thomisus bulani Tikader, 1960
- Thomisus callidus (Thorell, 1890)
- Thomisus cancroides Eydoux & Souleyet, 1841
- Thomisus candidus Blackwall, 1866
- Thomisus castaneiceps Simon, 1909
- Thomisus cavaleriei Schenkel, 1963
- Thomisus citrinellus Simon, 1875
- Thomisus congoensis Comellini, 1957
- Thomisus dalmasi Lessert, 1919
- Thomisus danieli Gajbe, 2004
- Thomisus daradioides Simon, 1890
  - Thomisus daradioides nigroannulatus Caporiacco, 1947
- Thomisus dartevellei Comellini, 1957
- Thomisus dentiger (Thorell, 1887)
- Thomisus destefanii Caporiacco, 1941
- Thomisus dhakuriensis Tikader, 1960
- Thomisus dhananjayi Gajbe, 2005
- Thomisus duriusculus (Thorell, 1877)
- Thomisus dyali Kumari & Mittal, 1997
- Thomisus elongatus Stoliczka, 1869
- Thomisus galeatus Simon, 1909
- Thomisus ghesquierei Lessert, 1943
- Thomisus godavariae Reddy & Patel, 1992
- Thomisus gouluensis Peng, Yin & Kim, 2000
- Thomisus granulatus Karsch, 1880
- Thomisus granulifrons Simon, 1906
- Thomisus guadahyrensis Keyserling, 1880
- Thomisus guangxicus Song & Zhu, 1995
- Thomisus hararinus Caporiacco, 1947
- Thomisus hui Song & Zhu, 1995
- Thomisus hunanensis Peng, Yin & Kim, 2000
- Thomisus ilocanus Barrion & Litsinger, 1995
- Thomisus iswadus Barrion & Litsinger, 1995
- Thomisus italongus Barrion & Litsinger, 1995
- Thomisus janinae Comellini, 1957
- Thomisus jocquei Dippenaar-Schoeman, 1988
- Thomisus kalaharinus Lawrence, 1936
- Thomisus katrajghatus Tikader, 1963
- Thomisus keralae Biswas & Roy, 2005
- Thomisus kitamurai Nakatsudi, 1943
- Thomisus kiwuensis Strand, 1913
- Thomisus kokiwadai Gajbe, 2004
- Thomisus krishnae Reddy & Patel, 1992
- Thomisus labefactus Karsch, 1881
- Thomisus laglaizei Simon, 1877
- Thomisus lamperti Strand, 1907
- Thomisus leucaspis Simon, 1906
- Thomisus litoris Strand, 1913
- Thomisus lobosus Tikader, 1965
- Thomisus ludhianaensis Kumari & Mittal, 1997
- Thomisus machadoi Comellini, 1959
- Thomisus madagascariensis Comellini, 1957
  - Thomisus madagascariensis pallidus Comellini, 1957
- Thomisus manishae Gajbe, 2005
- Thomisus manjuae Gajbe, 2005
- Thomisus marginifrons Schenkel, 1963
- Thomisus meenae Gajbe, 2005
- Thomisus melanostethus Simon, 1909
- Thomisus mimae Sen & Basu, 1963
- Thomisus modestus Blackwall, 1870
- Thomisus natalensis Lawrence, 1942
- Thomisus nepenthiphilus Fage, 1930
- Thomisus nirmali Saha & Raychaudhuri, 2007
- Thomisus nossibeensis Strand, 1907
- Thomisus obscuratus Caporiacco, 1947
- Thomisus obtusesetulosus Roewer, 1961
- Thomisus ochraceus Walckenaer, 1842
- Thomisus odiosus O. P.-Cambridge, 1898
- Thomisus okinawensis Strand, 1907
- Thomisus onustus Walckenaer, 1805
  - Thomisus onustus meridionalis Strand, 1907
- Thomisus oscitans Walckenaer, 1837
- Thomisus pateli Gajbe, 2004
- Thomisus pathaki Gajbe, 2004
- Thomisus penicillatus Simon, 1909
- Thomisus perspicillatus (Thorell, 1890)
- Thomisus pooneus Tikader, 1965
- Thomisus pritiae Gajbe, 2005
- Thomisus projectus Tikader, 1960
- Thomisus pugilis Stoliczka, 1869
- Thomisus rajani Bhandari & Gajbe, 2001
- Thomisus retirugus Simon, 1909
- Thomisus rigoratus Simon, 1906
- Thomisus rishus Tikader, 1970
- Thomisus roeweri Comellini, 1957
- Thomisus schoutedeni Comellini, 1957
- Thomisus schultzei Simon, 1910
- Thomisus scrupeus (Simon, 1886)
- Thomisus shillongensis Sen, 1963
- Thomisus shivajiensis Tikader, 1965
- Thomisus sikkimensis Tikader, 1962
- Thomisus simoni Gajbe, 2004
- Thomisus socotrensis Dippenaar-Schoeman & van Harten, 2007
- Thomisus sorajaii Basu, 1963
- Thomisus spectabilis Doleschall, 1859
- Thomisus spiculosus Pocock, 1901
- Thomisus stenningi Pocock, 1900
- Thomisus stigmatisatus Walckenaer, 1837
- Thomisus stoliczkai (Thorell, 1887)
- Thomisus sundari Gajbe & Gajbe, 2001
- Thomisus swatowensis Strand, 1907
- Thomisus tetricus Simon, 1890
- Thomisus transversus Fox, 1937
- Thomisus trigonus Giebel, 1869
- Thomisus tripunctatus Lucas, 1858
- Thomisus tuberculatus Dyal, 1935
- Thomisus turgidus Walckenaer, 1837
- Thomisus unidentatus Dippenaar-Schoeman & van Harten, 2007
- Thomisus venulatus Walckenaer, 1842
- Thomisus viveki Gajbe, 2004
- Thomisus vulnerabilis Mello-Leitão, 1929
- Thomisus whitakeri Gajbe, 2004
- Thomisus yemensis Dippenaar-Schoeman & van Harten, 2007
- Thomisus zaheeri Parveen et al., 2008
- Thomisus zhui Tang & Song, 1988
- Thomisus zuluanus Lawrence, 1942
- Thomisus zyuzini Marusik & Logunov, 1990